# Jeklberg
Il monte Jeklberg (in tedesco: Kukeschhöhe, in sloveno: Jeklnov vrh) con 1.624 m s.l.m. è una cima della catena montuosa delle Caravanche Orientali. La vette è situata al confine tra Austria e Slovenia rispettivamente nei comuni di Eisenkappel-Vellach e di Črna na Koroškem.